# Авриль, Филипп
Филипп Авриль (фр. Philippe Avril, 1654—1698) — французский иезуит, который дважды являлся в Россию с целью добиться разрешения на проезд в Китай через Сибирь. Оставил записки о современной ему России и Сибири.
Первый раз он приехал в Москву в январе 1687 года, но не получил разрешения на проезд в Китай под тем предлогом, что в грамоте короля Людовика XIV на имя московских государей в титуле пропущены два слова, а также потому, что послу Москвы во Франции Долгорукому было оказано «бесчестье». В феврале 1687 года Авриль был выслан из Москвы.
Второй раз Авриль попытал счастья в конце 1688 года, но снова не добился разрешения. Сведения о Сибири и Китае он записал при дворе польского короля Яна Собесского от московского думного дьяка, побывавшего в Китае.

## Переводы на русский язык
- Путешествие по различным частям Европы и Азии / пер. Н. А. Полевого // Сведения о Сибири и пути в Китай, собранные миссионером Ф. Аврилем в Москве в 1686 году / пер. Н. А. Полевого // Русский вестник, № 4. 1842.
- Путешествие по различным частям Европы и Азии с описанием Великой Татарии и народов её населяющих / пер. С. П. Алексеева // Сибирь в известиях западно-европейских путешественников и писателей. Т. 1. Ч. II. Иркутск. Крайгиз. 1936.
- Сибирь в известиях западно-европейских путешественников и писателей. Т. II. Иркутск. Крайгиз. 1941.
- Сибирь в известиях западно-европейских путешественников и писателей, XIII—XVII вв. Новосибирск. Сибирское отделение Российской академии наук. 2006.